# Sint-Martinuskerk (Vijlen)
De Sint-Martinuskerk is een Nederlands kerkgebouw in Vijlen in de Zuid-Limburgse gemeente Vaals. Ze staat dominerend langs de hoofdweg van Vijlen op 195,62 meter hoogte boven op de Vijlenberg, een heuvel in het dorp, waardoor ze van verre te zien is. Ze is daarmee een van de hoogstgelegen parochiekerken van Nederland.
Rond de kerk ligt een door een natuurstenen muur omgeven kerkhof.
Het kerkgebouw is een rijksmonument en gewijd aan Sint-Martinus.

## Geschiedenis
Volgens de traditie werd er reeds in de 7e eeuw op de plaats van de huidige kerk een kerkje gebouwd, gesticht door de heilige Chlodulf van Metz. Omstreeks 1860 werd de middeleeuwse kerk gesloopt.
De kerk is gebouwd in de periode 1860-1862 en ontworpen door Carl Weber. Wegens waarschijnlijk financiële problemen duurde het tot 1879 voordat de kerk definitief af was.

## Opbouw
De stijl van het neogotische kerkgebouw is geïnspireerd op de Nederrijnse gotiek. De kerk is van het zogenaamde Stufenhalle-type, wat inhoudt dat de drie schepen van de kerk onder één doorlopend dak liggen, waarbij de zijschepen smaller zijn dan het middenschip. Dergelijke Stufenhallen kwamen veel voor in het gebied waar Weber opgroeide en de Vijlense kerk is karakteristiek voor zijn vroege werk. De kerk heeft ronde pijlers met gestucadoord-houten kruisribgewelven. De 65 meter hoge westtoren wordt geschraagd met overhoekse steunberen. In de hoogste geleding zitten gekoppelde galmgaten en het geheel wordt bekroond met een achtkantige naaldspits.
Het interieur van de kerk is neogotisch.

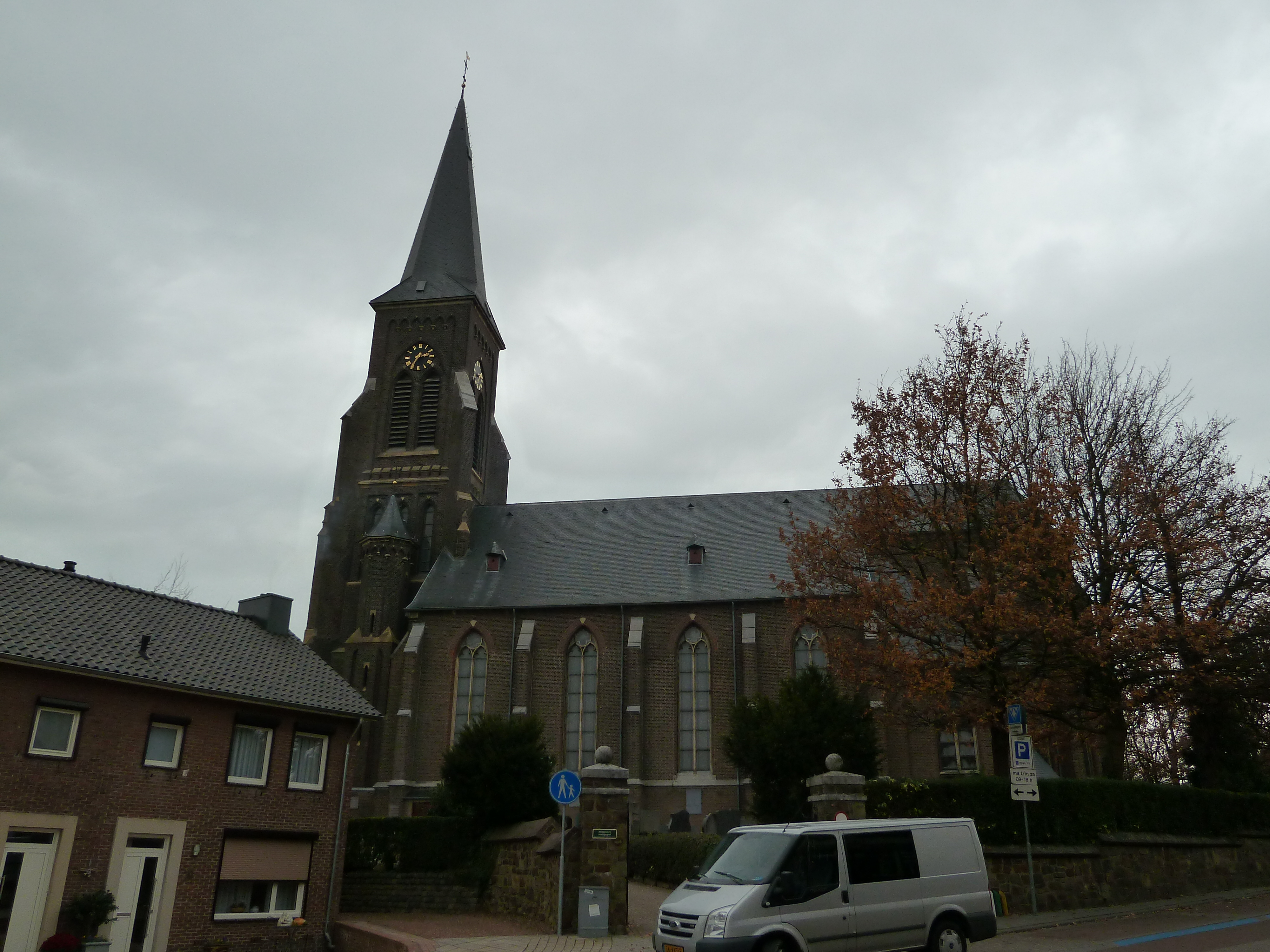
gezien vanaf de hoofdstraat
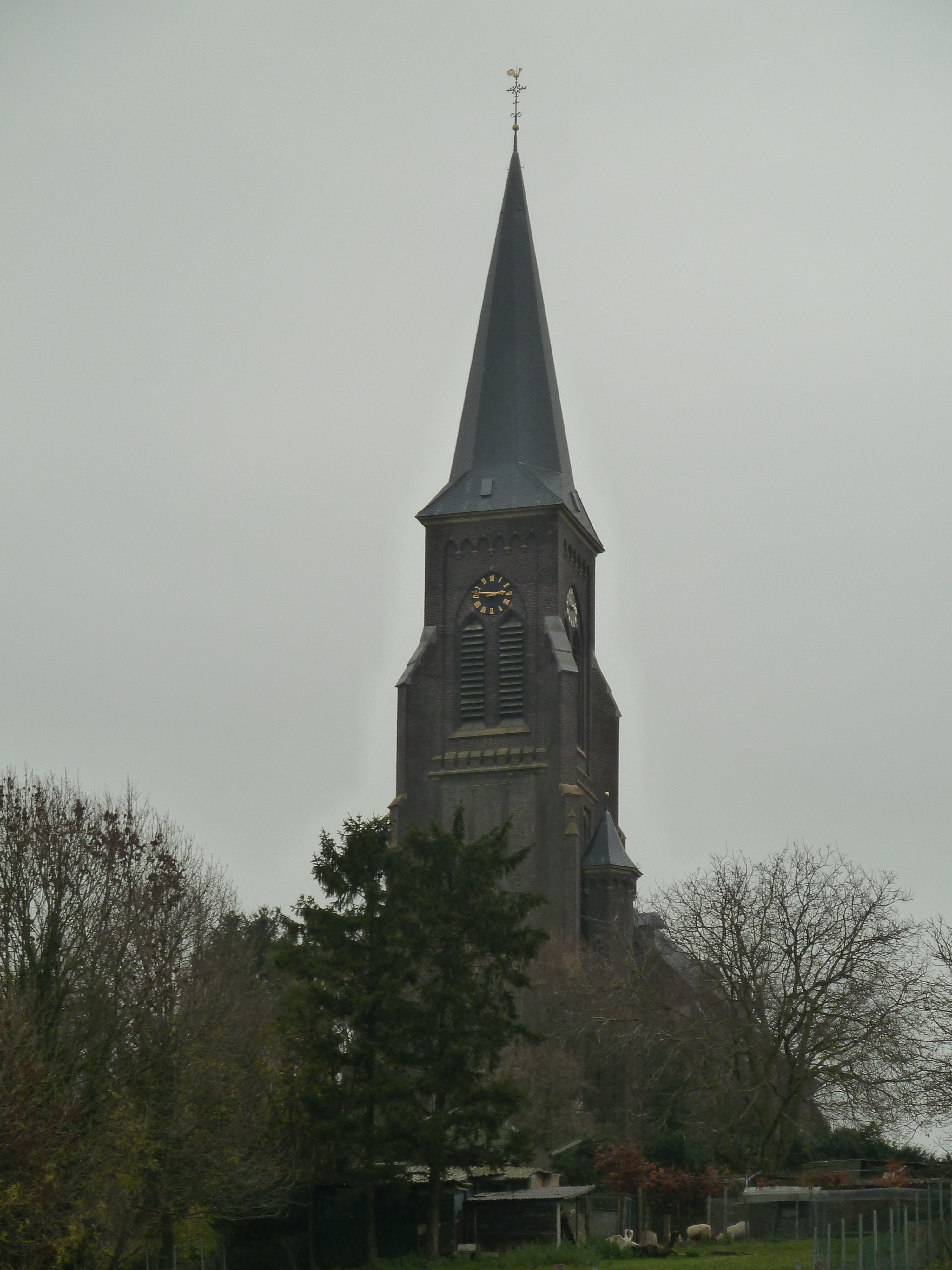
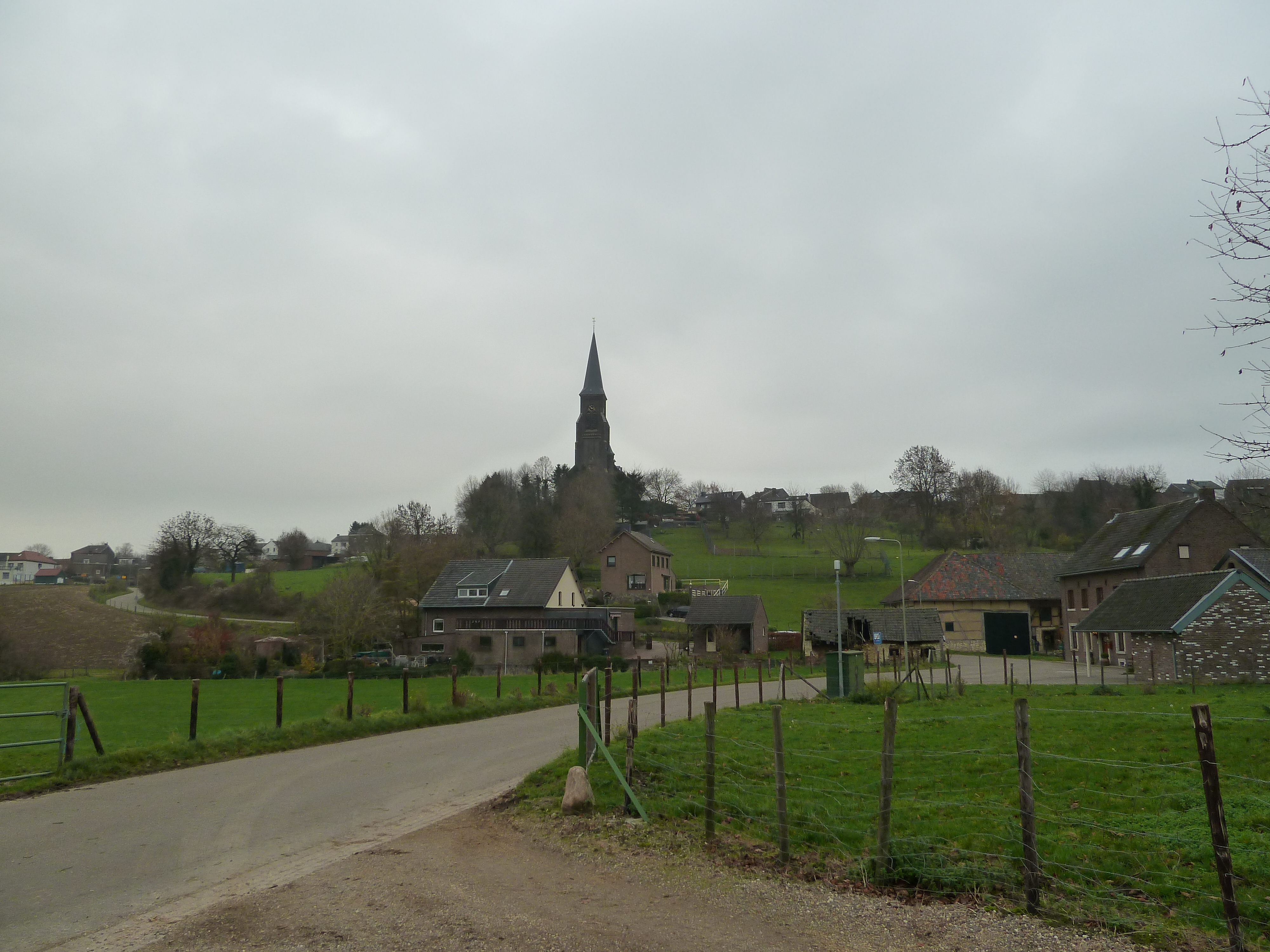
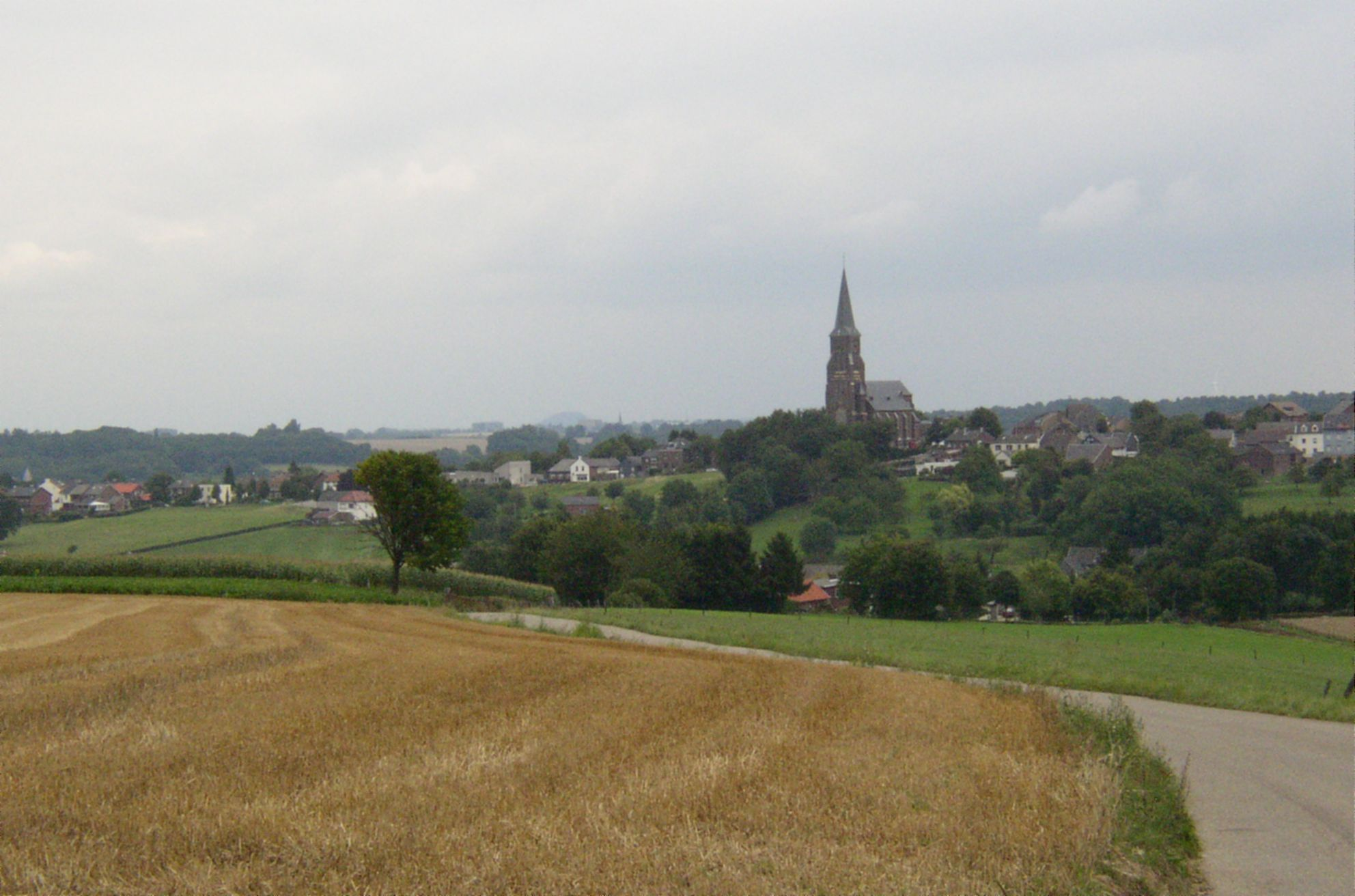